# Frane Despotović
Frane Despotović (Spalato, 25 aprile 1982) è un allenatore di calcio a 5, ex giocatore di calcio a 5 ed ex calciatore croato.

## Carriera
Cresciuto nel settore giovanile del Mosor, inizia la carriera nelle categorie minori del campionato croato di calcio. Nel 2003 approda al calcio a 5, venendo tesserato dallo Spalato. Oltre che nel campionato croato, nel corso della carriera Despotović milita in quelli polacco, italiano, maltese e tedesco, abbinando negli ultimi anni il ruolo di giocatore con quello di allenatore. Con la nazionale croata ha disputato in totale 64 partite, mettendo a segno 14 reti e prendendo parte al campionato europeo 2012.

## Palmarès

### Giocatore
- Campionato croato: 2
Spalato: 2003-04, 2005-06
- Coppa della Croazia: 2
Spalato: 2004-05, 2006-07
- Campionato polacco: 3
Akademia Pniewy: 2010-11, 2011-12
Wisła Cracovia: 2012-13
- Campionato maltese: 1
St. Andrews: 2016-17

### Allenatore
- Campionato maltese: 1
St. Andrews: 2016-17